# Pimelodus pintado
Pimelodus pintado är en fiskart som beskrevs av Azpelicueta, Lundberg och João de Loureiro 2008. Pimelodus pintado ingår i släktet Pimelodus och familjen Pimelodidae. Inga underarter finns listade i Catalogue of Life.